# Leandro Greco
Leandro Greco (né le 19 juillet 1986 à Rome) est un footballeur italien jouant au poste de milieu de terrain devenu entraîneur.

## Biographie
Leandro Greco est formé à l'AS Rome et fait ses débuts avec l'équipe pro lors de la saison 2003-2004. Il ne fait que quelques rares apparitions. L'année suivante, Leandro est prêté à l'A.S.D Astrea, un club de Serie D, où il joue 17 matchs.
Entre 2006 et 2008, Greco se voit prêté à l'Hellas Vérone, où il inscrit 3 buts en 40 rencontres (26 matchs lors de sa première saison, puis 14 lors de sa seconde). En 2008-2009, il est à nouveau prêté, cette fois-ci au Pise Calcio, où il espère retrouver un temps de jeu conséquent. Pendant le mois de janvier 2010, le joueur passe pour Piacenza pour un prêt de six mois, avant de revenir dans son club formateur durant l'intersaison 2010-2011.
Le 24 juillet 2012, Leandro Greco paraphe un bail de trois saisons avec l'Olympiakos Le Pirée.
En juillet 2014, il signe pour 3 ans en faveur du Genoa CFC.

## Palmarès
- Championnat de Grèce : 2013